# Doctrina Roldós
La Doctrina Roldós, es una doctrina de respeto a los derechos humanos que Ecuador propuso ante el Pacto Andino durante la presidencia de Jaime Roldós Aguilera y plasmada en la Carta de Conducta de Riobamba firmada el 11 de septiembre de 1980.

## Contenido
La Carta de Conducta de Riobamba o también conocida como "Doctrina Roldós" toca los siguientes puntos:
1. Procurar un ordenamiento político subregional generado en democracia de extracción popular y definido carácter participativo, sin perjuicio de los principios de autodeterminación de los pueblos, de no intervención y del pluralismo ideológico.
2. Propiciar nuevos esquemas de desarrollo integral que, inspirados en principios de justicia social, permitan el cambio de las injustas estructuras aún existentes.
3. Reiterar el compromiso solemne de que el respeto de los derechos humanos, políticos, económicos y sociales constituyen una norma fundamental de la conducta interna de los Estados del Grupo Andino y que su defensa es una obligación internacional a la que están sujetos los Estados y que, por tanto, la acción conjunta ejercida en protección de esos derechos no viola el principio de no intervención.
4. Promover la solución de las controversias que existen o pudieran presentarse entre los países del Grupo Andino o entre éstos y terceros, mediante procedimientos pacíficos previstos en el Derecho Internacional
5. Propiciar un proceso de desarme subregional y regional que, inspirado en los postulados de la Declaración de Ayacucho, constituya una contribución efectiva al desarme general y completo, y permita liberar recursos para el desarrollo económico y social.
6. Reafirmar el Derecho Soberano de los Estados a la libre disposición de sus recursos naturales como norma sustantiva de la convivencia internacional.
7. Actuar solidariamente frente a cualquier amenaza o coacción económica que afecte a uno de los Estados del Grupo Subregional Andino, como modo de consagrar la seguridad económica colectiva de los mismos.
8. Propiciar una mayor participación de los países de la Subregión Andina en las negociaciones de los problemas políticos y económicos, que se debaten en la comunidad internacional, particularmente en los que se refieren a la paz y seguridad y al Nuevo Orden Económico Internacional, en cooperación con los otros países latinoamericanos y demás del Tercer Mundo.
9. Comprometer esfuerzos para la adopción de políticas comunes en los campos económico, social, laboral, educativo, cultural, tecnológico y de salud, entre otros, así como para la aproximación de las respectivas legislaciones nacionales.
10. Aplicar, inspirados en los principios de la justicia social internacional, los instrumentos del esquema integracionista andino en forma tal que se deriven para los Estados, miembros beneficios equitativos entre los cuales conste el tratamiento preferencial para los países de menor desarrollo económico relativo, establecidos en el Acuerdo de Cartagena.
11. Contribuir a la vigencia de la libertad, la justicia social y la democracia mediante el cumplimiento del compromiso Andino de aplicar los principios fundamentales establecidos entre otros instrumentos internacionales, en la Carta de la Organización de las Naciones Unidas; en la Carta de la Organización de los Estados Americanos, en la Declaración de los Derechos Humanos; en la Carta de los Derechos y Deberes Económicos de los Estados; en la Declaración sobre el Establecimiento del Nuevo Orden Económico Internacional; en el Mandato de Cartagena, de 28 de mayo de 1979; en la Declaración de Quito de 11 de agosto de 1979; en el Acta de compromiso de Panamá de 1º de octubre de 1979; y, en la Declaración de Lima de 29 de julio de 1980.